# Michele Tucci
Michele Tucci (Taranto, 31 maggio 1948) è un politico italiano.

## Biografia

### Elezione a deputato
Già vicesindaco di Taranto per il CCD, alle elezioni politiche del 2001 viene eletto deputato e poi riconfermato nella legislatura successiva nella circoscrizione di Puglia.
Nel 2024 è nominato commissario regionale in Puglia della Democrazia Cristiana guidata da Totò Cuffaro.